# Franciszek Hodur
Franciszek Hodur (ur. 1 kwietnia 1866 (według aktu chrztu) lub 2 kwietnia 1866 w Żarkach, zm. 16 lutego 1953 w Scranton) – organizator i pierwszy biskup Polskiego Narodowego Kościoła Katolickiego, reformator religijny, publicysta i poeta.

## Życiorys

### Wykształcenie
Franciszek Hodur urodził się we wsi Żarki w dawnym powiecie chrzanowskim w Galicji. Był jednym z siedmiorga dzieci małżeństwa Jana i Marianny Hodurów – gospodarzy rolnych. W domu rodzinnym Franciszek przebywał do czternastego roku życia. Do szkoły uczęszczał w Chrzanowie, skąd został skierowany do gimnazjum św. Anny w Krakowie. Po uzyskaniu matury (1884) Franciszek Hodur został przyjęty do Wyższego Seminarium Duchownego w Krakowie i podjął studia na wydziale teologicznym Uniwersytetu Jagiellońskiego. Po trzech latach otrzymał z rąk ks. kard. Dunajewskiego święcenia niższe.

## Posługa duszpasterska
W 1890 wyjechał do Stanów Zjednoczonych. Nawiązał bliską znajomość z proboszczem polskiej parafii pw. Świętej Trójcy w Nanticoke – ks. Gramlewiczem, za którego wstawiennictwem, Franciszek Hodur przez ordynariusza diecezji scrantońskiej – ks. bpa O'Harę został skierowany do Seminarium Duchownego św. Wincentego w Betty. Po zakończeniu kursów seminaryjnych, 9 sierpnia 1893 bp O'Hara udzielił klerykowi Franciszkowi Hodurowi pełnych święceń kapłańskich w katedrze scrantońskiej; został mianowany wikariuszem w parafii pw. Serca Jezusowego w Scranton, kierowanej przez ks. Ryszarda Austa.
W 1895 Hodur został przeniesiony na samodzielne stanowisko proboszczowskie do Nanticoke. 14 marca 1897 powrócił do Scranton by po trzech dniach przejąć zwierzchnictwo w kościele "Na Skałce" w Scranton i ogłosić powstanie "Polskiego Kościoła Reformowanego". 4 lipca 1897 zakończyła się budowa kościoła pw. św. Stanisława Błogosławionego Męczennika w Scranton. 18 września 1898 zgromadzenie parafialne zdecydowało jednogłośnie o odłączeniu parafii od kościoła rzymskokatolickiego. 2 października 1898 biskupi rzymskokatoliccy obłożyli księdza Franciszka Hodura ekskomuniką, która objęła także parafian. 24 grudnia 1900 w parafii w Scranton wprowadzono do liturgii język polski.

## Polski Kościół Reformowany
6 stycznia 1903 został zarejestrowany w Sądzie Powiatowym County of Lockawanna nowy związek wyznaniowy: "Polski Kościół Reformowany". 14 maja 1904 Hodur wystosował odezwę do wszystkich sprzyjający mu księży i wiernych do przejścia pod jego jurysdykcję. 6 września 1904 był dniem I Synodu Generalnego Kościoła Narodowego w Stanach Zjednoczonych, kolejne takie zgromadzenie odbyło się 22 sierpnia 1906 - zaleciło ono przyjęcie Hodurowi jak najszybciej sakry biskupiej. W związku ze śmiercią oraz pogrzebem ks. bpa Antoniego Kozłowskiego z Chicago, który był w łączności z Kościołem Starokatolickim Unii Utrechckiej, udał się tam ks. F. Hodur i przy tej okazji nawiązał bliższe kontakty z biskupami starokatolickimi, którzy przybyli z Europy, by brać udział w uroczystościach pogrzebowych. Zaproponowano tam ks. F. Hodurowi – jako biskupowi elektowi – udzielenie mu sakry w Holandii.
Uroczystość konsekracji odbyła się w katedrze św. Gertrudy w Utrechcie w dniu 29 września 1907. Ks. Hodur otrzymał sakrę biskupią z rąk arcybiskupa Utrechtu ks. Gerarda Gula, w asyście ks. bpa Jakuba Jana van Thiela z Haarlemu oraz ks. bpa Mikołaja Spita z Deventer. Pod egidą wspólnego biskupa połączono w jeden organizm kościelny polskie parafie, do niedawna rozproszone i działające jako niezależne. 
W 1920 roku Franciszek Hodur udał się do Polski w celu założenia pierwszej parafii Kościoła Narodowego. W 1928 i 1935 uczestniczył w I i w II Synodzie Kościoła w Polsce w Warszawie. Po II wojnie światowej, w 1951 roku diecezja polska PNKK ogłosiła autokefalię od pozostałych diecezji Polskiego Narodowego Kościoła Katolickiego i utworzyła Kościół Polskokatolicki; Franciszek Hodur stracił kontrolę nad diecezją.
Franciszek Hodur zmarł w poniedziałek 16 lutego 1953 roku. Uroczystości pogrzebowe odbyły się w katedrze scrantońskiej, a następnie na cmentarzu Kościoła Narodowego. W 1955 roku jego zwłoki zostały przeniesione do specjalnego mauzoleum, zwanego „Pomnikiem Wdzięczności”.
15 lutego 1992 w katedrze Polskiego Narodowego Katolickiego Kościoła w Scranton odbyło się Nabożeństwo gojenia ran, w czasie którego odwołano ekskomunikę rzuconą przez papieża Leona XIII w 1898 na ks. Franciszka Hodura. W nabożeństwie wziął udział ówczesny Przewodniczący Rady do spraw jedności chrześcijan kardynał Edward Cassidy.

## Dziedzictwo Franciszka Hodura

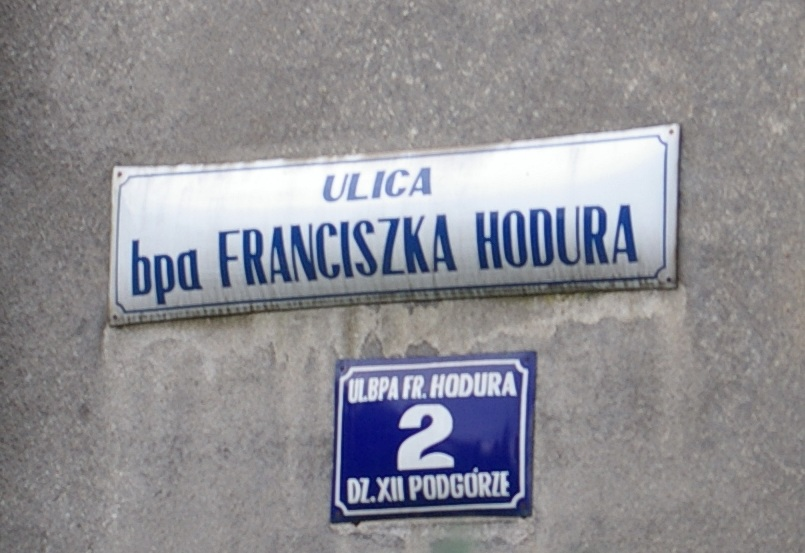
Ulica Biskupa Franciszka Hodura, Kraków

- Franciszek Hodur był autorem hymnów, pieśni i utworów literackich. O Hodurze także powstawały wiersze i laudacje, których autorami byli m.in. Jan Wiktor czy ks. inf. mgr Bogusław Wołyński.
- Myśli, prace, a także poglądy Franciszka Hodura zostały nazwane przez jego następców polskokatolicyzmem. Obecnie jako polskokatolickie identyfikuje się kilka Kościołów, m.in. dwa największe Polski Narodowy Katolicki Kościół w USA i Kanadzie oraz Kościół Polskokatolicki w RP.
- W Stanach Zjednoczonych działa również wiele organizacji, które powstały z inicjatywy bpa Hodura, m.in. Spójnia czy Polska Unia Narodowa. W ostatnich czasach w Polskim Narodowym Katolickim Kościele w USA i Kanadzie widoczny jest trend odchodzenia od tradycji polskich. Przejawia się to m.in. w wyprowadzeniu polskich sztandarów ze świątyni, czy rezygnacji z języka polskiego w liturgii.
- W krakowskich Łagiewnikach znajduje się jedyna w kraju ulica bpa Franciszka Hodura. Do lat 90. XX w. nosiła nazwę "Czarna".
- W Libiążu, nieopodal Żarek znajduje się Kościół Pomnik-Wdzięczności Bogu za dzieło bpa Franciszka Hodura.
- W Warszawie znajduje się Centrum Kościoła Polskokatolickiego im. bpa Franciszka Hodura, w którym znajduje się Kuria Biskupia Kościoła Polskokatolickiego oraz Wyższe Seminarium Duchowne Kościoła Polskokatolickiego.
- W Drawnie miała siedzibę Kuria Regencyjna Cysterskiego Domu Zakonnego im. Biskupa Hodura, mimo że zakon był organizacją ekumeniczną, zakonnicy i rycerze identyfikują się z bpem Franciszkiem Hodurem. W mieście istniało Katolickie Centrum Hydriatyki, pod jurysdykcją Kościoła Narodowego. Największe źródło artezyjskie zostało poświęcone właśnie Franciszkowi Hodurowi.
- Polsko-katolicy bywali określani jako hodurowcy[1].